# Valeri Tokarev
Valeri Ivanovitsj Tokarev (Russisch: Валерий Иванович Токарев) (Kapoestin Jar, 29 oktober 1952) is een Russisch voormalig ruimtevaarder. Tokarev’s zijn eerste ruimtevlucht was STS-96 met de spaceshuttle Discovery en vond plaats op 27 mei 1999. Tijdens de missie werd de STARSHINE-1 satelliet in een baan rond de aarde gebracht.
In totaal heeft Tokarev twee ruimtevluchten op zijn naam staan, waaronder een langdurig verblijf aan boord van het Internationaal ruimtestation ISS. Tijdens zijn missies maakte hij twee ruimtewandelingen. In 1999 ontving hij de titel Piloot-Kosmonaut van de Russische Federatie. In 2008 ging hij als astronaut met pensioen.